# 栗山自動車工業
栗山自動車工業株式会社（くりやまじどうしゃ）は、中古トラックを商材とした販売・買取を行う日本の企業。自動車解体業から始まり、現在は中古トラック販売がメインビジネスとなっている。
中古トラック部品・リビルド部品販売、損害保険代理業、レッカー業務、レンタル・リース事業、経営コンサルタント事業も手掛ける。
本社は、東京都江戸川区にある。車両ヤードが千葉に集中しているため、主業務は千葉支店となっている。
2トントラック販売、レンタル・リース事業は、神奈川支店となっている。

## 事業
- 中古トラック販売 - 自社ホームページによる集客を中心とした中古トラック販売
- 中古トラック買取 - 関東一円を中心とした訪問営業型買取
- 中古トラック部品販売 - トラックを分解・洗浄し中古部品として販売
- レンタカー・リース - トラックに特化したレンタル事業

## 拠点
- 本社 - 東京都江戸川区西瑞江5-3-10[3]
- 千葉支店 - 千葉県佐倉市大作2-12-2[4]
- 神奈川支店 - 神奈川県座間市ひばりが丘4-24-12[5]
- ドバイ支社[注釈 2] - ドバイ-アラブ首長国連邦[6]
- 佐倉工場 - 千葉県佐倉市

保管場所
1. 東京保管場（東京都江戸川区西瑞江）78坪
2. 第1モータープール（千葉県佐倉市直弥）2800坪
3. 第2モータープール（千葉県佐倉市宮本）700坪
4. 第3モータープール（千葉県佐倉市岩富町）850坪
5. 第4モータープール（千葉県八街市）740坪
6. 第5モータープール（千葉県佐倉市岩富町）645坪
7. 第6モータープール（千葉県佐倉市天辺）1500坪
8. 海老名保管場（神奈川県海老名市）600坪
9. 東原保管場（神奈川県座間市）300坪

## グループ会社
- 株式会社トラスキー
- 株式会社トラックコム[7]

## 加盟団体
- 一般社団法人 日本ELVリサイクル機構[8]
- 一般社団法人 日本トラックリファインパーツ協会[9]
- 東京中小企業家同友会[10]
- 東京都倫理法人会[11]
- JU中販連[12]
- トラック市[13]
- 日野自動車東日本協力会
- 東京江戸川自動車解体商興会
- イースト・ジャパン
- トラックサミット協議会
- 日本中古車輸出業協同組合[JUMVEA][14]
- 一般財団法人 日本自動車査定協会[15]

## 沿革
- 1966年（昭和41年） - 栗山義孝（現会長）がトラック解体業として栗山自動車を開業
- 1994年（平成6年） - 本社機能を東京、運営基盤を千葉県佐倉市とし千葉営業所を開設
- 1996年（平成8年） - 栗山自動車から栗山自動車工業株式会社へ組織変更
- 1996年（平成8年） - 栗山義広（現 代表取締役社長）専務取締役就任
- 2006年（平成18年） - 横浜営業所（現神奈川支店）開設
- 2006年（平成18年） - 佐倉営業所（現佐倉塗装工場[16]）開設
- 2007年（平成19年） - 栗山義広代表取締役社長、栗山智宏専務就任
- 2008年（平成20年） - 八街車両置場（第4モータープール）開設
- 2008年（平成20年） - 株式会社トラスキー設立
- 2010年（平成22年） - 神奈川営業所を座間へ移転・神奈川支店へ名称変更
- 2011年（平成23年） - 塗装部門設立
- 2012年（平成24年） - 岩富車両置場（第3モータープール）開設
- 2012年（平成24年） - 神奈川支店認証工場取得
- 2013年（平成25年） - 千葉支店開設 【2000坪】
- 2013年（平成25年） - 直弥車両置場（第1モータープール）開設
- 2014年（平成26年） - ホームページリニューアル・情報統合システム完成
- 2014年（平成26年） - レンタル・リース事業開始
- 2015年（平成27年） - ドバイ支社開設、輸出事業開始
- 2015年（平成27年） - 岩富車両置場（第5モータープール）開設
- 2016年（平成28年） - 天辺車両置場（第6モータープール）開設

## 免許・許認可
- 【古物】 東京都公安委員会 第307799700601号 神奈川県公安委員会 第451930002249号 千葉県公安委員会 第441100002372号[17]
- 【自動車分解整備事業認証】 神奈川支店 認証番号：2-5894 認証年月日：平成24年12月6日 千葉支店 認証番号:3-5337（認証日:2016年3月10日）
- 【使用済自動車の再資源化等に関する法律（自動車リサイクル法）】 解体業・フロン回収業者・引取業者
- 【解体業許可番号】 20133000028